# Розенфельд (Омская область)
Розенфельд — исчезнувшее село на территории современного  Москаленского сельского поселения в Марьяновском районе Омской области России. Упразднено в 1981 году. Место поселения российских немцев.

## География
Располагалось в 5 км к западу от посёлка Москаленский.

## История
Бывшее немецкое село.

## Население[2]
| год     | 1970 |
| ------- | ---- |
| человек | 200  |

## Транспорт
Находилось селение возле дороги, получившее в дальнейшем именование 52 ОП МЗ Н-185 «Москаленский — Лесногорское — Дачное» (Распоряжение Правительства Омской области от 26 марта 2008 года N 38-рп «О перечне автомобильных дорог общего пользования регионального или межмуниципального значения, относящихся к собственности Омской области (с изменениями на 12 декабря 2018 года)»